# Sowing the Seeds of Love
"Sowing the Seeds of Love" es una canción de la banda británica de pop rock Tears for Fears. Se publicó en agosto de 1989 como primer sencillo de su tercer álbum de estudio, The Seeds of Love (1989).
La canción fue un éxito mundial, encabezando la lista de los 100 sencillos más vendidos de la revista canadiense RPM y alcanzando el top 10 en Irlanda, Italia, Países Bajos, Nueva Zelanda, España, Suecia y Reino Unido. En Estados Unidos, alcanzó el número 2 en la lista Billboard Hot 100, convirtiéndose en su cuarto y último éxito entre los diez primeros. También alcanzó el número 1 en la lista Modern Rock Tracks y en la lista Top 100 de Cash Box.

## Composición
El título de la canción se inspiró en un programa de radio que Roland Orzabal había escuchado en aquella época sobre el coleccionista de canciones populares Cecil Sharp. Una de las canciones que Sharp recopiló se titulaba "The Seeds of Love", que aprendió de un jardinero llamado Mr. England, lo que se reflejó en la letra "Mr. England sowing the seeds of love" (Mr. England sembrando las semillas del amor).  Sharp escuchó a John England cantar la canción y se inspiró para profundizar en las canciones tradicionales inglesas. "The Seeds of Love" fue, por lo tanto, la primera canción que Sharp recopiló y la que desencadenó el renacimiento de la canción folk inglesa.
Orzabal escribió la canción en junio de 1987, durante la semana de las elecciones generales del Reino Unido, en las que Margaret Thatcher y el Partido Conservador ganaron un tercer mandato consecutivo. Las elecciones le llevaron a interesarse por la política, con especial atención al socialismo debido a la actitud de Thatcher hacia la clase trabajadora. En el momento de su lanzamiento en 1989, Orzabal consideraba que era la canción más abiertamente política que Tears for Fears había grabado jamás. La letra hace referencia específica a Thatcher con la frase "Politician granny with your high ideals, have you no idea how the majority feels?" (Abuelita políticfa con tus altos ideales, ¿no tienes idea de cómo se siente la mayoría?).}}
En otra parte, la canción critica al también músico Paul Weller con la frase "Kick out the style, bring back the jam" (Fuera el estilo, que vuelva la improvisación), ya que Orzabal consideraba que Weller había perdido el contacto con su visión política de la clase trabajadora tras la disolución de su anterior banda, The Jam, en favor de un material menos político que componía con su banda actual, The Style Council. En la tercera estrofa, la letra menciona un girasol, en referencia a un grafiti que Orzabal encontró en una pared cerca de su casa en Londres.

## Grabación
Orzabal grabó la demo de "Sowing the Seeds of Love" con un Fairlight CMI con voces. A continuación, se grabó en los Townhouse Studios con Orzabal al piano eléctrico y voz, Curt Smith al bajo, Chris Hughes a la batería y Ian Stanley al órgano Hammond. David Bascombe, que fue ingeniero y productor de estas sesiones, dijo que intentó convencer a Stanley para que regrabara otra toma con el órgano Hammond, pero este no mostró ningún interés. Bascombe calificó la parte de órgano de Stanley como "fantástica", pero dijo que él "no se consideraba en absoluto un teclista, por lo que siempre era un poco como sacarle una muela".
"Sowing the Seeds of Love" incorpora varios estilos musicales y técnicas de grabación, y muchos críticos la consideran un pastiche de The Beatles, producida con un tempo y un estilo que recuerdan a sus trabajos de finales de los años 60, incluso por el uso de una breve línea de trompeta muy similar a la que se puede escuchar en "Penny Lane".  Orzabal se inspiró aún más en "I Am the Walrus" al componer la canción, incluyendo los cambios de tempo. Bascombe recordó que la banda tomó el tempo de una parodia de "I Am the Walrus" titulada "Piggy in the Middle", creada por The Rutles.

## Recepción crítica
David Giles, de Music Week, escribió: "Han dado lo mejor de sí mismos. Parece que hay tres o cuatro canciones diferentes compitiendo por destacar, pero es el estribillo, en toda su plenitud, el que se lleva la palma, y no sería de extrañar que se disparara hacia el número uno". 
Stephen Holden de The New York Times pensó que la canción evocaba "los ritmos repetitivos, las texturas con toques de trompeta y el tono exhortatorio de 'Sgt. Pepper's Lonely Hearts Club Band'" de The Beatles.  David Marsh, de The Guardian, también señaló varias referencias musicales que evocaban la obra de The Beatles, entre ellas "I Am the Walrus", "Penny Lane" y "A Day in the Life". También destacó algunas de las decisiones de producción, como "los gritos, chillidos y vítores aleatorios de fondo".

## Vídeo musical
El vídeo musical que acompaña a "Sowing the Seeds of Love" fue dirigido por Jim Blashfield, que ya había realizado aclamados vídeos para Joni Mitchell ("Good Friends"), Paul Simon ("The Boy in the Bubble") y Michael Jackson ("Leave Me Alone"). Joanna Priestley dirigió la sección "Joan Miró" del vídeo para Jim Blashfield and Associates. Se animó con lápiz sobre papel, se transfirió a láminas de acetato perforadas y se pintó con pinturas acrílicas Cel Vinyl. El vídeo ganó dos premios en los MTV Music Video Awards: Mejor vídeo revelación y Mejores efectos especiales. También fue nominado en las categorías "Mejor vídeo de grupo" y "Mejor vídeo posmoderno".

## Lanzamiento
El sencillo se lanzó en agosto de 1989 en varios formatos, incluyendo un sencillo de 7 pulgadas, un sencillo de 12 pulgadas, un disco de 12 pulgadas con imagen, un sencillo en casete y un sencillo en CD. Se incluyó una versión abreviada de "Sowing the Seeds of Love" en el sencillo de 7 pulgadas, que se recortó a 5 minutos y 43 segundos de duración. El sencillo de 12 pulgadas incluía la versión del álbum de "Sowing the Seeds of Love" con "Tears Roll Down", una canción instrumental que no aparecía en el álbum, como cara B Orzabal reelaboró "Tears Roll Down" para convertirla en "Laid So Low (Tears Roll Down)" para el lanzamiento del álbum recopilatorio de la banda Tears Roll Down (Greatest Hits 82–92).
En Estados Unidos, "Sowing the Seeds of Love" debutó en la lista Billboard Hot 100 en el número 53 en la semana del 2 de septiembre de 1989. Durante su novena semana en la lista, alcanzó el número 2.  Así, la canción se convirtió en el sencillo más exitoso de la banda en Estados Unidos desde "Shout".  Pasó 15 semanas en el top 100; todas menos tres de esas semanas las pasó en el top 40.  Orzabal comentó que el hecho de que la canción no alcanzara el número uno "dio a la discográfica estadounidense una excusa para levantar el pie del acelerador".
"Sowing the Seeds of Love" debutó en el número 9 de la UK Singles Chart en la semana del 2 de septiembre de 1989. Dos semanas más tarde, alcanzó el número cinco. La canción pasó un total de nueve semanas en el top 75.

### Lista de canciones
- Sencillo en 7 pulgadas y casete[17][18]

1. "Sowing the Seeds of Love" (versión de 7 pulgadas)
2. "Tears Roll Down"

- Sencillo de 12 pulgadas en el Reino Unido y CD sencillo en Europa[19][20]

1. "Sowing the Seeds of Love" (versión completa)
2. "Tears Roll Down"
3. "Shout" (remix estadounidense)

Nota: La canción del lado B, "Tears Roll Down", es una versión temprana, principalmente instrumental, de "Laid So Low (Tears Roll Down)", que se publicó como sencillo en 1992 y se incluyó en el álbum recopilatorio del mismo nombre de la banda, Tears Roll Down (Greatest Hits 82–92).

## Personal
- Roland Orzabal – voz principal y coros, guitarras, Fairlight CMI
- Curt Smith – voz principal, bajo
- Ian Stanley – órgano Hammond
- Chris Hughes – batería
- Richard Niles – arreglos orquestales

## Listas
| Lista (1989)                                     | Posición máxima |
| ------------------------------------------------ | --------------- |
| Australia (ARIA)                                 | 13              |
| Austria (Ö3 Austria Top 40)                      | 17              |
| Bélgica (Flandes) (Ultratop 50)                  | 11              |
| Canadá (RPM Top Singles)                         | 1               |
| Sencillos minoristas en Canadá (RPM)             | 5               |
| Europa (Eurochart Hot 100 Singles)               | 10              |
| Finlandia (Suomen virallinen lista)              | 19              |
| Francia (SNEP)                                   | 18              |
| Irlanda (IRMA)                                   | 4               |
| Italia (Musica e dischi)                         | 2               |
| Países Bajos (Dutch Top 40)                      | 3               |
| Países Bajos (Mega Single Top 100)               | 3               |
| Nueva Zelanda (Recorded Music NZ)                | 4               |
| España (AFYVE)                                   | 8               |
| Suecia (Sverigetopplistan)                       | 8               |
| Suiza (Schweizer Hitparade)                      | 11              |
| Reino Unido (Official Charts Company)            | 5               |
| Estados Unidos (Billboard Hot 100)               | 2               |
| Estados Unidos (Adult Contemporary)              | 29              |
| Estados Unidos (Alternative Airplay)             | 1               |
| Estados Unidos (Dance Singles Sales)             | 41              |
| Estados Unidos (Mainstream Rock)                 | 4               |
| EE. UU. Cash Box Top 100                         | 1               |
| Alemania Occidental (Offizielle Deutsche Charts) | 11              |

| Lista (1989)                       | Posición |
| ---------------------------------- | -------- |
| Australia (ARIA)                   | 91       |
| Bélgica (Ultratop 50 Flanders)     | 63       |
| Canada Top Singles (RPM)           | 4        |
| Europa (Eurochart Hot 100 Singles) | 39       |
| Países Bajos (Top 40 holandés)     | 31       |
| Países Bajos (Single Top 100)      | 39       |
| Sencillos del Reino Unido (Gallup) | 76       |
| Estados Unidos Billboard Hot 100   | 58       |
| US Album Rock Tracks (Billboard)   | 49       |
| US Modern Rock Tracks (Billboard)  | 30       |
| US Cash Box Top 100                | 26       |